# Siphamia woodi
Siphamia woodi és una espècie de peix pertanyent a la família dels apogònids.

## Hàbitat
És un peix marí, associat als esculls i de clima tropical.

## Distribució geogràfica
Es troba al Pacífic occidental central: Austràlia.

## Observacions
És inofensiu per als humans.